# 스티븐 마일러
스티븐 메일러(Stephen Mailer, 1966년 3월 10일 ~ )는 미국의 배우이다.
뉴욕에서 태어났다.

## 출연 작품
- 블라인드 (2017년)
- 메이지가 알고 있었던 일 (2012년) - 조의 아버지 역
- 래빗 홀 (2010년) - 케빈  역
- 라스트 나잇 (2010년)
- 골든 보이즈 (2008년)
- 체 게바라: 1부 아르헨티나 (2008년)
- 케틀 오브 피쉬 (2006년)
- 24 나이츠 (1999년) - 키스 역
- 라이드 위드 데블 (1999년)
- 로리타 (1997년) - 패트릭 역
- 게팅 인 (1994년)
- FBI 기동 타격대 6 (1993년)
- 사랑의 눈물 (1990년)
- 행운의 반전 (1990년)
- 또다른 여인 (1988년)
- 워 앤드 러브 (1985년)

### 텔레비전
- 애즈 더 월드 턴즈 (1956년)